# Elizabeth George
Susan Elizabeth George (Warren, Ohio, 26 de febrero de 1949) es una escritora estadounidense de novelas de misterio.
Es autora de la serie de novelas protagonizadas por el Inspector Thomas Lynley y la sargento detective Barbara Havers, ambientadas en Gran Bretaña, parte de las cuales han sido adaptadas para la televisión por la BBC bajo el título de The Inspector Lynley Mysteries.

## Biografía
Elizabeth George nació en Warren, Ohio. Es la segunda hija de Robert Edwin y Anne George (de soltera, Rivelle). Su madre era enfermera y su padre director de una empresa de transportes. La familia se trasladó al área de Bahía del San Francisco cuando ella tenía 18 meses, debido a que su padre quería escapar del clima del Medio Oeste.
Se graduó en Filología Inglesa por la Universidad de California, Riverside, y posteriormente, mientras enseñaba inglés en la escuela pública, cursó un máster en Psicología. En 2004 fue investida doctora honoris causa por la Universidad Estatal de California, Fullerton y en 2010 fue galardonada con un premio honorario en Bellas Artes del Northwest Institute of Literary Arts.
En 1977 fundó la Elizabeth George Foundation, que otorga subvenciones artísticas a escritores de ficción inéditos, poetas y dramaturgos emergentes.

## Carrera
Su primera novela publicada es Una gran salvación (1988). Introduce al inspector detective Thomas Lynley, Lord Asherton, la sargento detective Barbara Havers, Lady Helen Clyde, y Simon St. James.

## Obras publicadas

### Ficción: Inspector Lynley
- Una gran salvación (A Great Deliverance, 1988)
- Pago sangriento (Payment in Blood, 1989)
- Licenciado en asesinato (Well-Schooled in Murder, 1990)
- Una dulce venganza (A Suitable Vengeance, 1991)
- Por el bien de Elena (For the Sake of Elena, 1992)
- El padre ausente (Missing Joseph, 1992)
- Cenizas de rencor (Playing for the Ashes, 1993)
- La justicia de los inocentes (In the Presence of the Enemy, 1996)
- El precio del engaño (Deception on His Mind, 1997)
- El peso de la culpa (In Pursuit of the Proper Sinner, 1999)
- Memoria traidora (A Traitor to Memory, 2001)
- El refugio (A Place of Hiding, 2003)
- Sin testigos (With No One as Witness, 2005)
- Tres hermanos (What Came Before He Shot Her, 2006)
- Al borde del acantilado (Careless in Red, 2008)
- Cuerpo de muerte (This Body of Death, 2010)
- La verdad de la mentira (Believing the Lie, 2012)
- Un acto de maldad (Just One Evil Act, 2013)
- A Banquet of Consequences (2015)
- The Punishment She Deserves (2018)
- Something to Hide (2022)

### Ficción: otras novelas
- The Evidence Exposed (2001)
- I, Richard (2002)
- A Moment on the Edge: 100 Years of Crime Stories by Women (2004)
- The Edge of Nowhere (2012)
- The Edge of the Water (2013)
- The Edge of the Shadows (2016)
- The Edge of the Light (2016)

### No ficción
- Write Away (2004)

## Premios
La primera novela de George, Una gran salvación, fue favorablemente acogida por la comunidad de novela negra. En 1988 obtuvo el Premio Agatha en la categoría de Mejor Primera Novela y fue nominada para el Premio Edgar. En 1989 obtuvo el Premio Anthony en la categoría de Mejor Primera Novela.